# Двигатель Toyota K
Toyota K — рядный четырёхцилиндровый бензиновый двигатель внутреннего сгорания, выпускавшийся японской компанией Toyota Motor Corporation с 1966 по 2007 год. Двигатель имеет по 2 клапана на цилиндр и оснащён клапанным механизмом OHV. Изначально он выпускался в Тоёте.
Двигатели Toyota серии K не имеют поперечного потока — впускной и выпускной клапаны находятся с одной стороны. Блоки цилиндров чугунные, а головки блока цилиндров из алюминиевых сплавов. Коленвал опирается на пять подшипников. Двигатели имеют как гидрокомпенсатор, так и гидравлические подъёмники клапанов, сплошные подъёмники и коромысла с передаточным числом 1,5 и регулировочной резьбой для зазора толкателя. Двигатели 7K с завода имели гидравлические подъёмники клапанов, тогда как двигатели 4K и 5K производились как с гидравлическими, так и с твердотопливными подъёмниками (в зависимости от года выпуска и модели автомобиля).

## K
- Объём: 1,1 л (1077 см3)[3]
- Клапанный механизм: OHV
- Топливная система: карбюратор

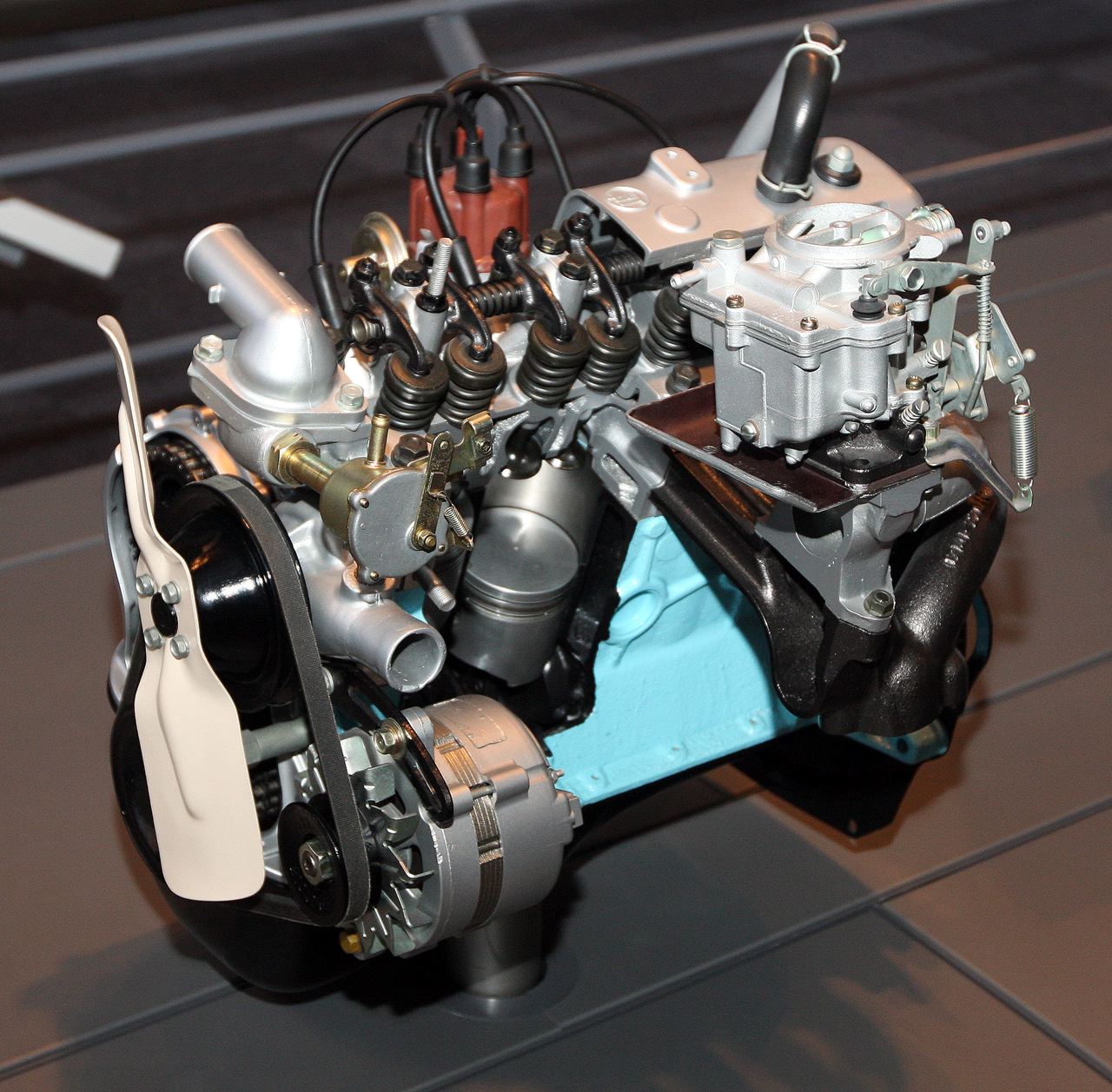
Toyota K

- Мощность: 54 кВт (72 л. с.) при 6600 об/мин
- Годы производства: 1966—1969

## 2K
- Объём: 1,0 л (993 см3)[4]
- Клапанов: 8
- Клапанный механизм: OHV
- Диаметр цилиндра: 72 мм
- Ход поршня: 61 мм
- Мощность: 33—35 кВт (44—47 л. с.) при 5600—5800 об/мин
- Крутящий момент: 66 Н⋅м при 3800—4000 об/мин
- Годы производства: 1969—1988

## 3K

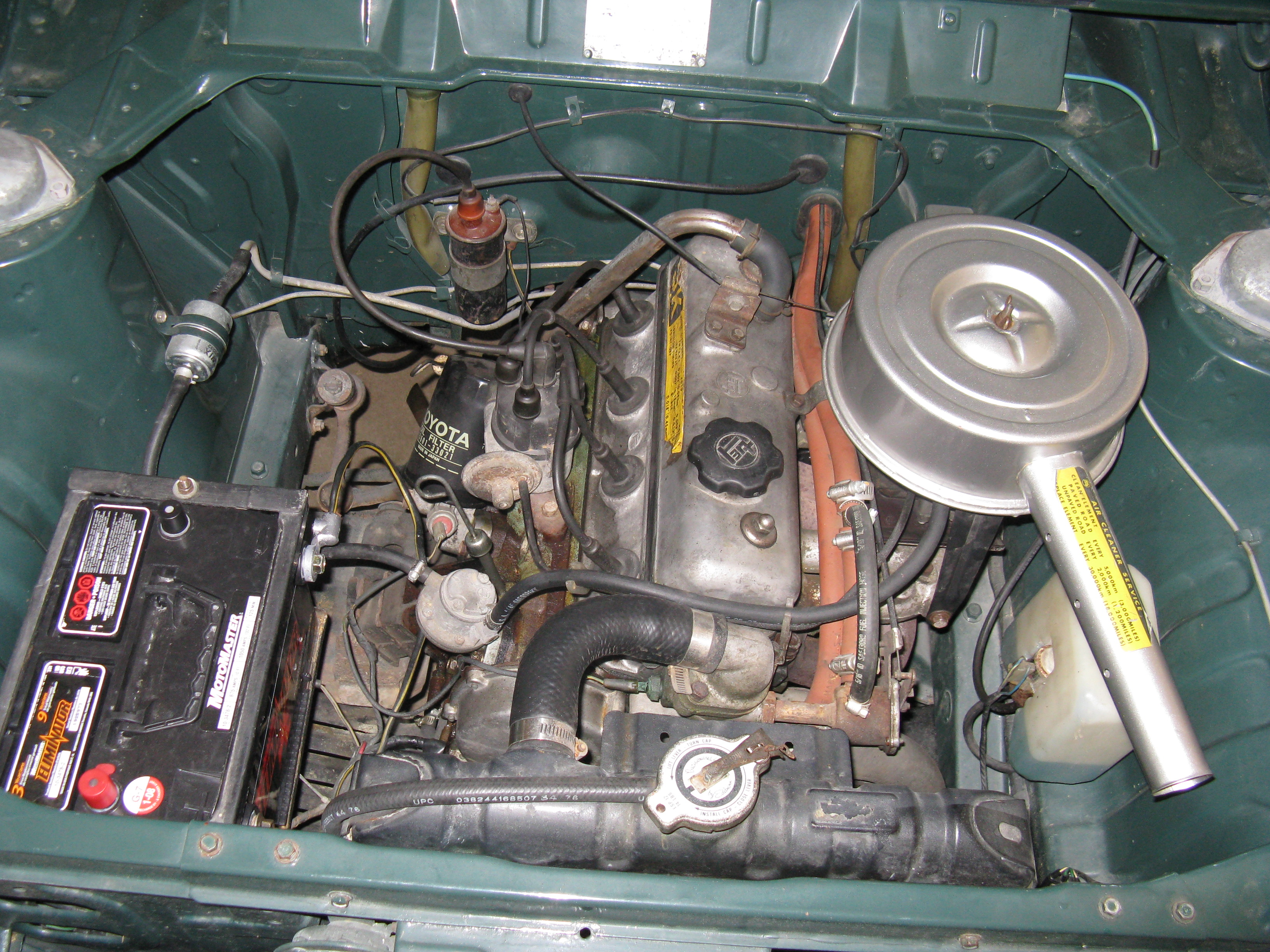
Toyota 3K

- Объём: 1,2 л (1166 см3)[5]
- Диаметр цилиндра: 75 мм
- Ход поршня: 66 мм
- Годы производства: 1969—1977

Технические характеристики
| Код   | кВт | л. с. | при об/мин | Степень сжатия | Примечания                                                                                      |
| ----- | --- | ----- | ---------- | -------------- | ----------------------------------------------------------------------------------------------- |
| 3K    | 50  | 67    | 6000       | 9.0:1          |                                                                                                 |
| 3K    | 43  | 57    | 6300       | 9.0:1          | (DIN)                                                                                           |
| 3K    | 54  | 73    | 6000       | 9.0:1          | Экспорт (SAE брутто)                                                                            |
| 3K-B  | 57  | 76    | 6600       | 10.0:1         | Двойной карбюратор, высокое октановое число                                                     |
| 3K-B  | 47  | 63    | 6200       | 10.0:1         | (DIN)                                                                                           |
| 3K-B  | 62  | 83    | 6600       | 10.0:1         | Экспорт (SAE брутто)                                                                            |
| 3K-BR | 54  | 73    | 6600       | 9.0:1          | Как 3K-B, но с обычным октановым числом                                                         |
| 3K-C  | 43  | 58    | 5800       | 9.0:1          | Калифорнийские нормы выбросов (SAE нетто)                                                       |
| 3K-D  | 54  | 72    | 6600       | 10.0:1         | Высокая степень сжатия, одинарный карбюратор                                                    |
| 3K-H  | 52  | 70    | 6000       | 9.0:1          | Высокое октановое число                                                                         |
| 3K-H  | 40  | 54    | 6000       | 9.0:1          | (DIN)                                                                                           |
| 3K-J  | 47  | 63    | 5800       | 9.0:1          | Японские нормы выбросов для коммерческих транспортных средств                                   |
| 3K-HJ | 49  | 66    | 5800       | 9.0:1          | Японские нормы выбросов для коммерческих транспортных средств (Publica Van/Pickup, Starlet Van) |
| 3K-U  | 47  | 63    | 5800       | 9.0:1          | Японские нормы выбросов (TTC-C; «Toyota Total Clean-Catalyst»)                                  |
| 3K-R  | 135 | 180   | 9000       | 13.0:1         | TRD                                                                                             |

## 4K
- Объём: 1,3 л (1290 см3)[9]
- Клапанов: 8
- Клапанный механизм: OHV
- Диаметр цилиндра: 75 мм
- Ход поршня: 73 мм

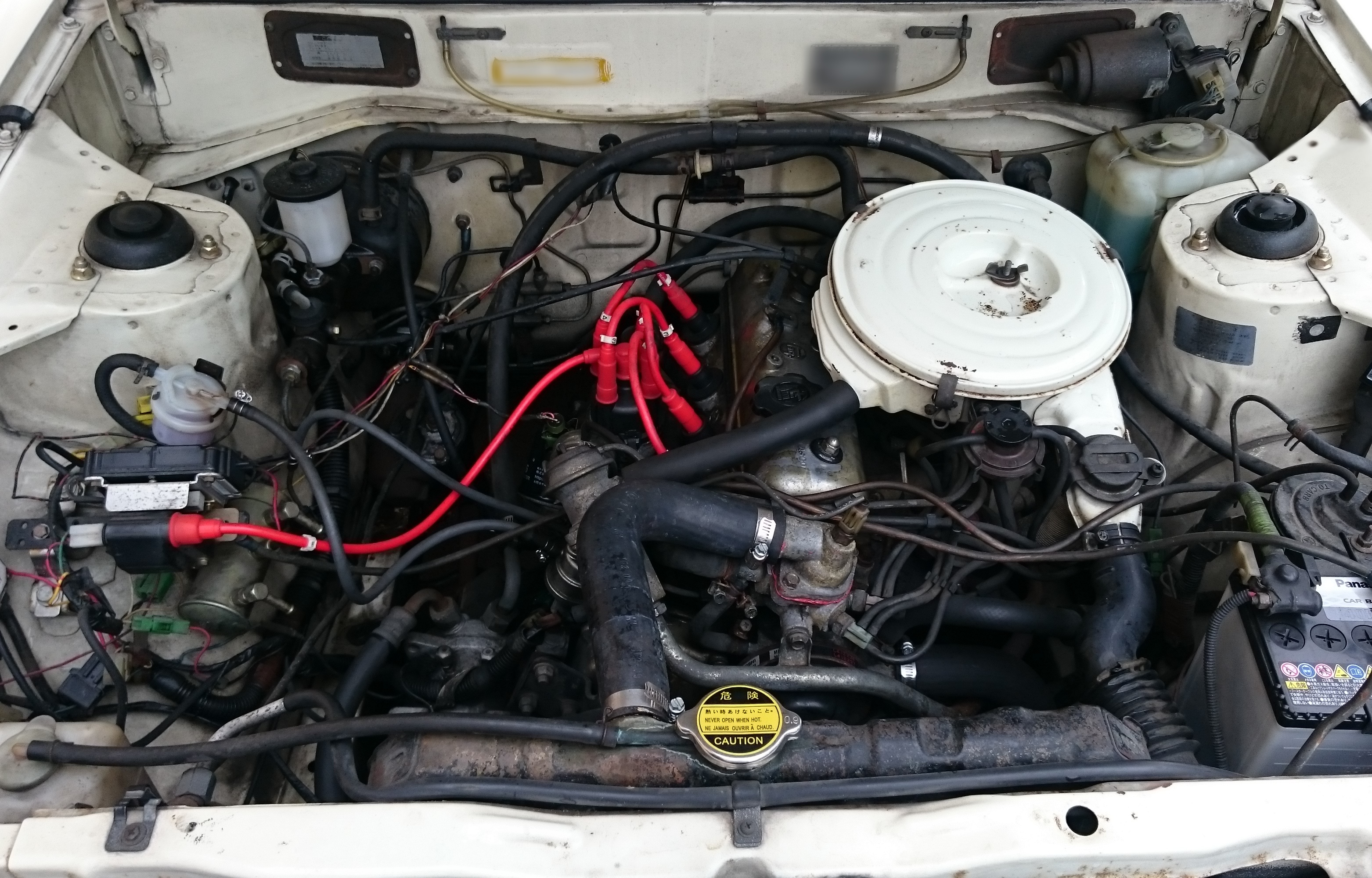
4K-U

- Мощность: 43—55 кВт (58—62 л. с.) при 5200—5600 об/мин
- Крутящий момент: 90—105 Н⋅м при 3400—3600 об/мин
- Годы производства: 1977—1989

## 5K
- Объём: 1,5 л (1486 см3)[10][11]
- Диаметр цилиндра: 80,5 мм
- Ход поршня: 73 мм

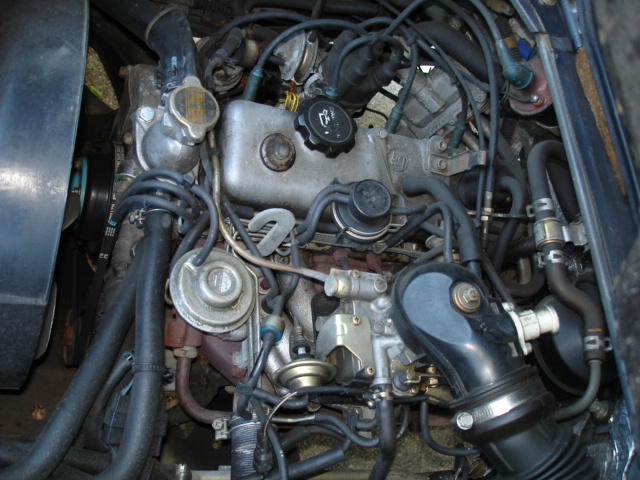
Toyota 5K-C

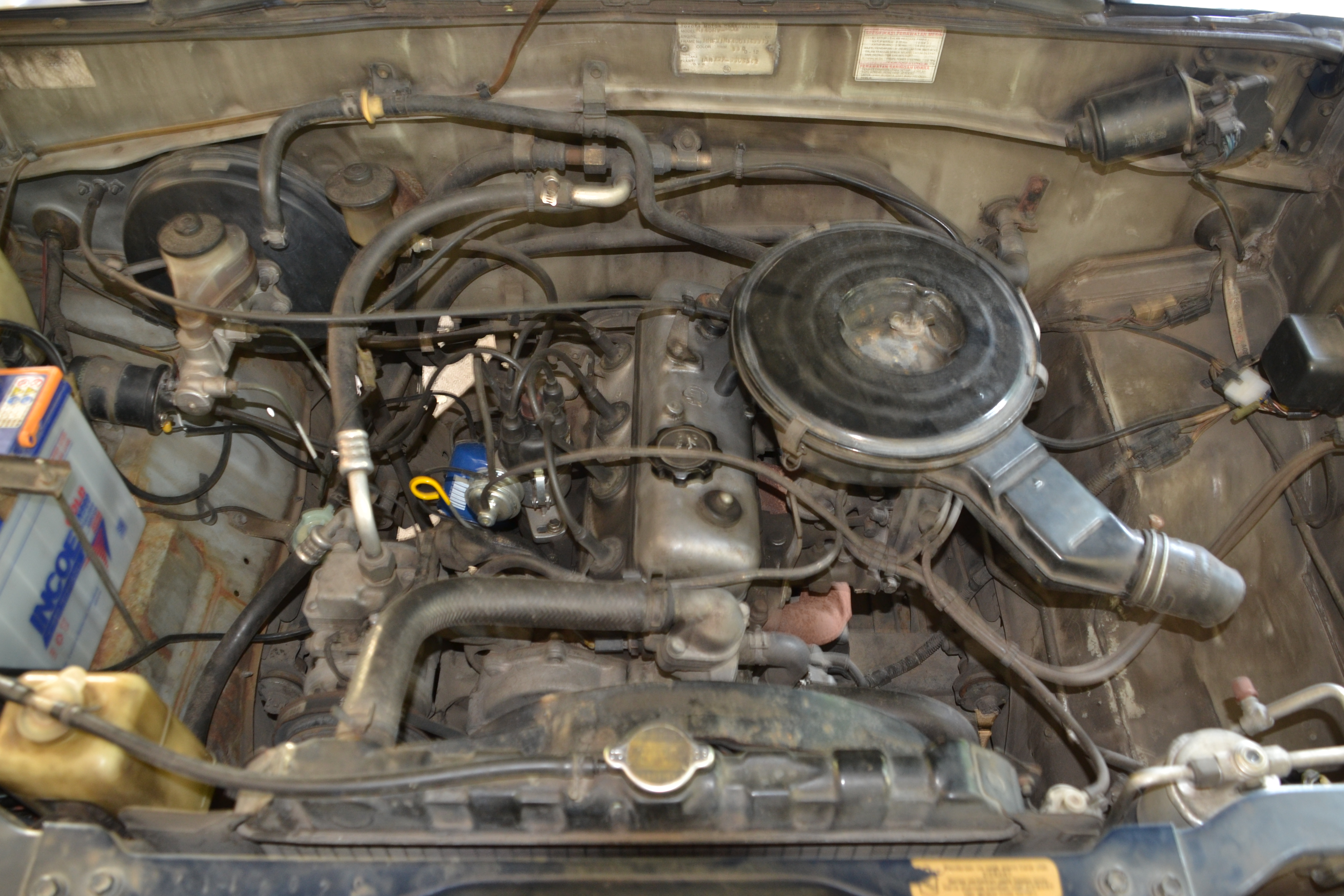
Toyota 5K

- Мощность: 55 кВт (74 л. с.) при 5600 об/мин

## 7K
- Объём: 1,8 л (1781 см3)[12]
- Диаметр цилиндра: 80,5 мм
- Ход поршня: 87,5 мм
- Мощность: 60—62 кВт (80—83 л. с.) при 4600 об/мин
- Крутящий момент: 139—147 Н⋅м при 2800—3200 об/мин